# St. Georg und Sebastian (Untersulmetingen)
St. Georg und Sebastian, im Volksmund auch „die Niederkirch“ genannt, ist eine Pfarrkirche im Dekanat Biberach der Seelsorgeeinheit 6 Laupheim in Untersulmetingen, einem Teilort von Laupheim im Landkreis Biberach in Oberschwaben. Die Kirche ist zugleich auch Ruhestätte des letzten Abtes der Reichsabtei Ochsenhausen, Romuald Weltin. Der Oberschwäbische Jakobsweg führt an der Niederkirch vorbei.

## Geschichte

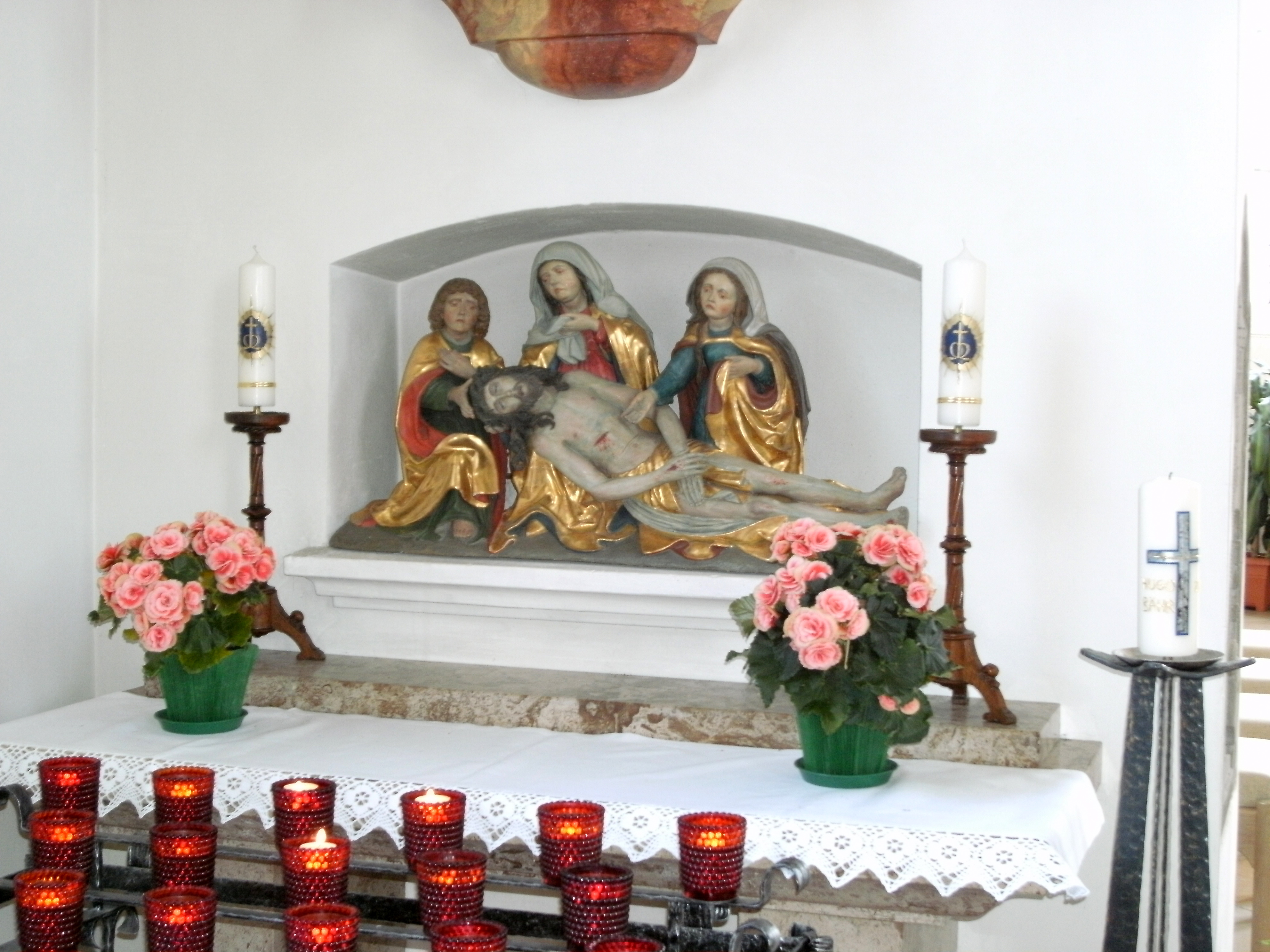
Beweinung Jesu

„Niederkirch“ ist eigentlich die Bezeichnung für einen Weiler, der außerhalb des Ortes Untersulmetingen, in der Nähe der Landesstraße 257 am Abzweig zur Rißtisser Straße im Tal der Riß liegt. Von dort mündet die Riß in zehn Kilometer Entfernung in nordöstlicher Richtung in die Donau. Die im römischen Reichsstraßenverzeichnis verzeichnete Landstraße nach Rißtissen verband das Kastell Rißtissen mit den zahlreichen Burgi der Umgebung. Der Weiler ist nach der dort befindlichen Kirche benannt, die im Volksmund daher auch selbst „die Niederkirch“ heißt. Das Patrozinium des hl. Georg ist erst seit dem 15. Jahrhundert bezeugt, dürfte allerdings schon im frühen Mittelalter entstanden sein. Im 16. Jahrhundert wurde ihm als weiterer Patron der Pestheilige Sebastian an die Seite gestellt.
Eine erste Kirche bestand vermutlich schon seit der ersten Hälfte des 8. Jahrhunderts. Wie viele andere Kirchen der Umgebung dürfte auch sie beim Einfall der Ungarn 926 zerstört worden sein. Die Herren von Sulmetingen, benannt nach ihrer Burg im heutigen Obersulmetingen (973 als Sitz von Mangold, einem Neffen des Bischofs Ulrich von Augsburg, erwähnt), waren dann wohl für ihren Wiederaufbau verantwortlich. Zum Sprengel gehörte viele Jahrhunderte hindurch das gesamte Sulmetingen, das später in die eigenständigen Dörfer Untersulmetingen und Obersulmetingen aufgegliedert wurde. Ursprünglich dürfte der Einzugsbereich wesentlich größer gewesen sein. Im 13. Jahrhundert kam der Weiler Westerflach hinzu, der 1271 erstmals urkundlich erwähnt wird.

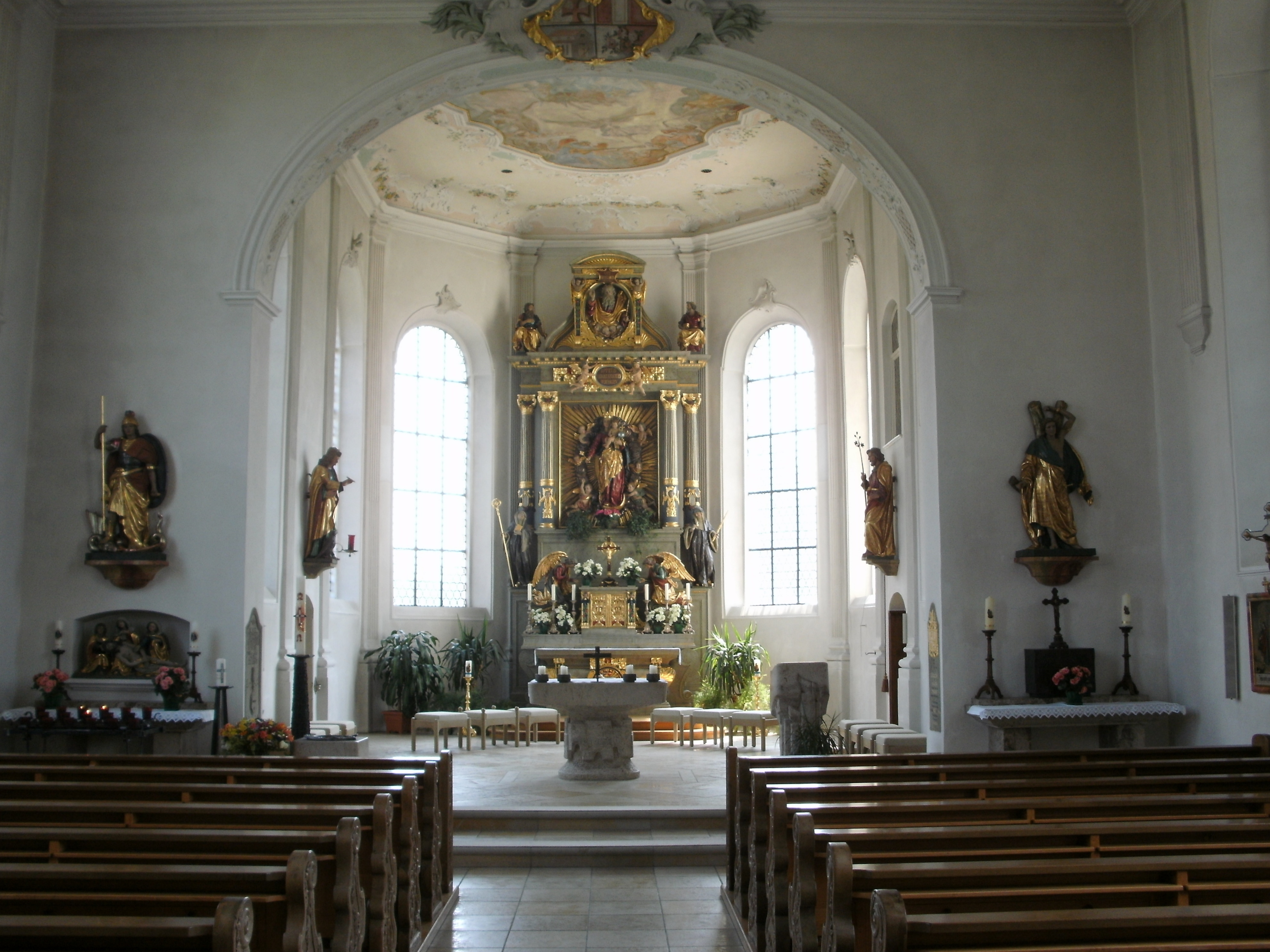
Chorraum

1275 wird Niederkirch bzw. Sulmetingen als Sitz eines Pfarrers erwähnt, der zugleich Dekan (für das spätere Dekanat Biberach) war. In derselben Aufzeichnung werden mit Berthold von Heiligenberg und Giselbertus auch zwei Inhaber von Pfründen erwähnt, von denen die eine wohl dem 1353 erstmals erwähnten Marienaltar, die andere der Kapelle bei der Burg in Obersulmetingen zuzuordnen ist. Spätestens Ende des 13. Jahrhunderts wird der Sitz des Pfarrers nach Obersulmetingen verlegt. Der ehemalige Pfarrhof hinter der Kirche wird von da an meist von einem Kaplan bewohnt, der zunehmend auch die Seelsorge von Untersulmetingen übernimmt und neben dem Marienaltar der Niederkirch auch die Kapelle in der Ortsmitte (St. Otmar und Hieronymus) betreut. 1353 wird die Niederkirch als Eigentum des Reiches bezeichnet. Sie ist Teil des Reichslehens, das auch den Markt Obersulmetingen umfasst, während die niederadligen Ritter von Sulmetingen für den Marienaltar und den Kaplan zuständig bleiben.  Das Reichslehen war bis 1352 an die Landvögte von Oberschwaben, die Brüder Friedrich und Heinrich von Freyberg, verpfändet und gelangte dann in die Hände der Grafen von Helfenstein. Als Vogt amtierte vor 1370 jedoch zeitweilig auch Heinrich von Sulmetingen.
Um den Marienaltar entwickelte sich seit dem Spätmittelalter eine bedeutende Wallfahrt. Die ursprüngliche Madonnenfigur, die als Gnadenbild verstanden wurde, ist jedoch nicht mehr erhalten. Sie wurde bereits zu Beginn des 16. Jahrhunderts auf den Hochaltar verlegt und 1610 durch eine von Hans Dürner aus Biberach gefertigte große Marienstatue ersetzt, die heute noch dort zu sehen ist. Der rechte Seitenaltar wurde nun zum Sebastiansaltar, auf der gegenüberliegenden Seite fand der ursprüngliche Kirchenpatron, der hl. Georg, seinen Platz.
Zwischen 1429 und 1442 vollzog sich die Trennung der beiden Dörfer Ober- und Untersulmetingen. Die Niederkirch blieb jedoch Pfarrkirche für beide Orte sowie für den Weiler Westerflach und für den Weiler Niederkirch selbst. Bis 1819 befand sich hier auch der gemeinsame Friedhof der Gemeinden Ober- und Untersulmetingen. Die Pfarrei erwarb stattlichen Besitz (Widum), zu dem in der Neuzeit in Untersulmetingen zwei Höfe und eine Selde gehörten, außerdem Güter der Heiligenpflege (Kirchenpflege). Der Kaplanei gehörte bis ins 16. Jahrhundert ebenfalls ein eigener Hof (Kaplaneihof). 1484 verkaufte Graf Georg von Helfenstein das Reichslehen an den Spital Biberach. 1543 gelangte es an die Familie Schad von Obersulmetingen, von denen es im 17. Jahrhundert an die Herren von Ulm-Erbach überging. Seit Anfang des 16. Jahrhunderts wohnte der Kaplan nicht mehr in Niederkirch, sondern in der Ortsmitte von Untersulmetingen.
Die Reichsabtei Ochsenhausen erwarb 1699 die Herrschaft Obersulmetingen und im Anschluss daran auch das Reichslehen und damit das Patronatsrecht der Niederkirch. 1719 erfolgte die Inkorporation der Pfarrei in die Reichsabtei, sodass der jeweilige Abt von da an der eigentliche Pfarrer war. 1729/1735 ging auch die Herrschaft Untersulmetingen von den Fuggern an Ochsenhausen über, sodass die weltliche und geistliche Oberhoheit beider Orte seitdem in einer Hand vereinigt waren. Lediglich Westerflach gehörte der Herrschaft nach mit Ingerkingen zum Spital Biberach, blieb aber geistlich ebenfalls bei der Pfarrei Niederkirch-Sulmetingen. Sulmetingen wurde wie Tannheim bei Memmingen und Ummendorf nahe der Reichsstadt Biberach mit einem Amtssitz des Klosters aufgewertet. Im Zuge dieser politischen Bestrebungen wurde auch eine aufwändige Ausgestaltung der Niederkirch angeordnet. Die Barockisierung der Kirche erfolgte in den Jahren 1743/44 unter Abt Benedikt Denzel. Der Abt hatte schon als einfacher Klostergeistlicher in der Kirche gewirkt. Ausführender Handwerker des Umbaus war Dominikus Wiedemann aus Elchingen. Als Stuckateure sind Hans Frey und Hans Rueß nachgewiesen. Aus der Phase der Barockisierung der Kirche stammt auch der Sakristeianbau. Gestühlwangen mit dem Wappen Abt Benedikts und das Wappen am Bogen der Apsis weisen auf die Regierungszeit des Abtes hin.
Im Säkularisationsjahr 1803 ging die Kirche in das Eigentum des Rechtsnachfolgers der Reichsabtei Ochsenhausen, des Reichsgrafen Franz Georg Karl Graf von Metternich-Winneburg über. Als Pfarrer amtierte bis 1815 noch der ehemalige Mönch und nunmehrige Weltpriester Johannes Ev. Steinherr, der bis zum Tod des in Obersulmetingen lebenden letzten Abtes Romuald Weltin (1805) vorübergehend im Untersulmetinger Schloss residierte, dann aber wieder nach Obersulmetingen übersiedelte. Weltin, der seit seiner Absetzung als Abt 1803 in Obersulmetingen gelebt hatte, wurde in der Niederkirch am südlichen Chorbogenpfeiler beigesetzt. Ein Epitaph beim Ambo mit seinem Wappen erinnert an ihn. Im selben Jahr erwarb Karl Anselm von Thurn und Taxis die Rechte und das Eigentum an Ober- und Untersulmetingen. 1806 wurden beide Orte Bestandteil des Königreichs Württemberg; doch behielt das Fürstenhaus von Thurn und Taxis noch lange das Patronatsrecht über die Niederkirch.
1813 wird der Pfarrsitz nach Untersulmetingen verlegt und in Obersulmetingen eine Pfarrkaplanei errichtet, die 1819 zur selbstständigen Pfarrei erhoben wird. Seitdem bestehen zwei Pfarreien auf dem Gebiet der ehemaligen Gesamtgemeinde Sulmetingen. Sie gehören weiter, wie schon seit ältester Zeit, zum Dekanat Biberach, bis sie 1949 dem Dekanat Laupheim zugeordnet werden. Inzwischen sind sie wieder Teil des (erweiterten, das ehemalige Dekanat Laupheim einschließenden) Dekanats Biberach. Die beiden Sulmetinger Pfarreien werden heute als Teil Seelsorgeeinheit Laupheim vom selben Pfarrer (mit Sitz in Laupheim) betreut.

## Ausstattung
Im Westen schließt sich ein Kirchturm aus der Spätgotik an die Kirche an. Der Zwiebelaufsatz stammt aus dem Jahre 1679. In unteren Turmgeschoss, der gleichzeitig den Eingang zum Kirchenraum bildet, wurden Grabsteine aufgestellt, die sich früher im Chorraum befunden hatten (siehe unten).
Im Hochaltar befindet sich die Madonna Maria Königin des Biberacher Künstlers Hans Dürner aus dem Jahre 1610. Sie war seit 1863 in einen neugotischen Altaraufbau integriert, den der Biberacher Künstler J. Winter geschaffen hatte, der aber bereits 1904 durch den jetzigen klassizistischen Hochaltar von Schnell aus Ravensburg ersetzt wurde.
Die beiden barocken Seitenaltäre waren 1882 ebenfalls durch neugotische Altäre ersetzt. Sie waren bereits mit den Holzskulpturen der Kirchenpatrone Georg und Sebastian versehen, die heute noch hier aufgestellt sind. Unterhalb des hl. Georg befindet sich heute die eindrucksvolle Beweinungsgruppe aus dem frühen 16. Jahrhundert, die sich längere Zeit in Privatbesitz befunden hatte.
Links und rechts des Hochaltars befinden sich zwei Holzbildhauereien von Dominikus Hermenegild Herberger mit den benediktinischen Heiligen Ottilie und Walburga, ein letzter Rest der barocken Ausstattung von 1743/44. Die neugotische Renovation von 1863 hatte an ihrer Stelle die Figuren des hl. Josef und des hl. Johannes Evangelist als Begleitfiguren der Gottesmutter in den Hochaltar integriert und die barocken Heiligenfiguren an die Seitenwände des Kirchenschiffs verlegt. Bei der Neugestaltung des Innenraumes 1957/58 kamen die Figuren der hl. Ottilie und der hl. Walburga in den klassizistischen Hochaltar zurück, während die Heiligen Josef und Johannes nunmehr an den Seitenwände wechselten.
Die Kirche hat auf der Südseite eine Kanzel mit Korb und Deckel, auf dem sich ein Lamm auf einem Buch mit sieben Siegeln befindet. Über der Kanzeltür ist eine aufwändig geschnitzte Muschel angebracht. Der eindrucksvolle Kreuzweg aus dem Jahre 1820 stammt von dem Maler J. A. Neher und wurde von Michael Schwarz aus Laupheim gestiftet. In diesem Jahr wurde auch die Empore, auf der sich die Orgel befindet, vergrößert.
Für die Neugestaltung des Innenraumes 1957/58 schuf der Wangener Künstler Toni Schönecker drei neue Deckenfresken. Über der Orgelempore positionierte er die hl. Cäcilia als Patronin der Kirchenmusik. Über dem Mittelschiff öffnet sich die monumentale Darstellung der Gottesmutter Maria als Fürsprecherin aller Notleidenden und Bedrängten. Über dem Chorraum entfaltet sich die Szenerie der Aufnahme Mariens in den Himmel.
Der Chorraum wurde entsprechend der Liturgiereform im Anschluss an das Zweite Vatikanische Konzil 1992 neu gestaltet. Der ehemalige Hochaltar blieb als Aufbewahrung des Altarsakraments (Tabernakel) reserviert. Ein neuer freistehender Altar wurde zusammen mit einem dazu passenden Ambo und einem Taufstein von Gerhard Tagwerker aus Leinfelden-Echterdingen geschaffen.

## Außenbereich
Südlich der Kirche steht das Ehrenmal für die in den beiden Weltkriegen des letzten Jahrhunderts gefallenen Söhne des Ortes.
In die äußere Kirchenwand eingelassen wurde links daneben ein Gedenkstein für den Untersulmetinger Lehrer Joseph Schick (1814–1882).
Der alte Friedhof befand sich direkt bei der Kirche. Er diente viele Jahrhunderte den Toten der Dörfer Ober- und Untersulmetingen sowie Westerflach zur Bestattung, bis auch in Obersulmetingen ein eigener Friedhof angelegt wurde. In den 1970er-Jahren wurde östlich davon zwischen Kirche und Riß ein neuer Friedhof angelegt.

## Glocken
Die Kirche hat vier Glocken:
- Wetterglocke Jesus Nazarenus gegossen von Theodor Ernst aus Ulm, 1687
- Ave Maria Glocke mit dem Wappen Benedikt Denzels, gegossen von Melchior Ernst Memmingen, 1756
- Jesus Christus Friedenskönig Glocke gegossen von Engelbert Gebhard, Kempten, 1952
- Heiliger Josef Glocke gegossen von Engelbert Gebhard, Kempten, 1952

## Grabsteine
Im Eingangsbereich der Kirche (Erdgeschoss des Turms)
- Maria Sabina Fugger mit dem Allianzwappen der Fugger und Freyberg sowie einer figürlichen Darstellung der Auferstehung Christi, 1600
- Alexander Fugger mit Kreuz und dem Wappen der Fugger sowie einer Darstellung der Dreifaltigkeit mit Maria, 1607
- Maria Jakobea Fugger mit  Christus am Kreuz und dem Allianzwappen der Fugger und Freyberg, 1599
- Pfarrer Hans Adam Biedermann, gestorben am 24. November 1592
- Pfarrer Johann Baptist Lutz, gestorben 1714

An der Außenseite des Chors in der Nähe des nordöstlichen Ausgangs:
- Epitaph der früheren Ortsherrin von Obersulmetingen und Patronatsherrin der Niederkirch, Euphrosine Schad (1519–1616), der zweiten Ehefrau von Hans Philipp Schad von Mittelbiberach (1505–1571).[5]